# Tomáš Sedláček (voják)
Tomáš Sedláček (8. ledna 1918 Vídeň – 27. srpna 2012 Praha) byl český voják, příslušník československého protinacistického odboje a politický vězeň komunistického režimu. Je pohřben v Lázních Toušeň.

## Život
Tomáš Sedláček se narodil jako nejmladší ze čtyř dětí v rodině vojenského důstojníka. Absolvoval kurz pro důstojníky v Litoměřicích a Vojenskou akademii v Hranicích. V roce 1938 byl jakožto poručík dělostřelectva jmenován velitelem dělostřelecké baterie. Po okupaci byl přidělen jakožto cenový referent k okresnímu úřadu v Jilemnici. V roce 1940 odešel tzv. balkánskou cestou (přes Slovensko, Maďarsko, Jugoslávii, Řecko, Turecko a Bejrút) do Francie a na jaře byl přidělen k 1. československé pěší divizi ve Francii. Po porážce Francie uprchl do Velké Británie, kde vstoupil do řad Československé smíšené brigády a absolvoval řadu vojenských kursů, včetně parašutistického výcviku. V roce 1944 byl zařazen mezi důstojníky přesunující se do Sovětského svazu, kde se stal příslušníkem 2. československé paradesantní brigády. Útvar bojoval v Karpatech a posléze byl v rámci pomoci Slovenskému národnímu povstání shozen na Slovensku. Po porážce povstání Sedláček spolu se zbytky brigády pokračoval v odporu v oblasti Nízkých Tater, v únoru přešel i s ostatními přeživšími frontu. Po osvobození Československa byl povýšen na majora a absolvoval Vysokou školu vojenskou v Praze. Poté se stal přednostou operačního oddělení 11. pěší divize v Plzni (léto 1948). Od roku 1949 učil na Vysokém vojenském učilišti v Praze.
21. února 1951 byl zatčen a po mučením vynuceném podpisu (v hradčanském Domečku) odsouzen ve vykonstruovaném procesu za údajnou velezradu a špionáž. Byl vězněn ve Valdicích, na Mírově, v Leopoldově a táboře Bytíz při příbramských uranových dolech. Propuštěn byl 11. května 1960, poté pracoval jako skladník u Pražské stavební obnovy. Po listopadu 1989 se dočkal rehabilitace. Byl předsedou revizní komise Konfederace politických vězňů, předsedou Československé obce legionářské a pracoval v Ústřední rehabilitační komisi MNO. V roce 1999 byl povýšen do hodnosti generálporučíka, 14. listopadu 2008 pak do nejvyšší vojenské hodnosti armádního generála.
"Pravda je relativní a záleží na pohledu každého jednotlivce, jak se na konkrétní událost dívá. Jsou ale některé zásady, které slušný člověk nemůže nikdy porušit. Zásady spravedlnosti, tolerance, slušnosti, demokracie, lidských práv a řada dalších. Věřím, že jsem se žádné z těchto zásad nezpronevěřil, že jsem bojoval ze všech sil proti nenávisti, krutosti, nesvobodě a fanatismu jakéhokoliv druhu. To, že jsem měl možnost proti těmto záporným hodnotám aktivně bojovat, považuji za velké štěstí ..."
Životní krédo generála Tomáše Sedláčka, Neobyčejný příběh obyčejného člověka, 

## Ocenění, řády a vyznamenání
- 1989 – čestný občan francouzského města Agde
- 1991 – nositel  Řádu Milana Rastislava Štefánika, III. třída
- 1994 – čestný předseda Československé obce legionářské
- 2002 – čestný příslušník Posádkového velitelství Praha
- 2003 – čestný občan Brandýsa nad Labem - Staré Boleslavi
- 2003 – čestný občan Prahy 6
- 2003 – čestný občan Lázní Toušeň
- 2004 – nositel  Řádu Tomáše Garrigua Masaryka, III. třídy
- Československý válečný kříž 1939, udělen 3x
- Československá medaile za zásluhy, I. stupeň
- Řád velké vlastenecké války, II. stupně
- Řád Slovenského národního povstání, I. třídy
- medaile Za chrabrost před nepřítelem
- Medaile Za vítězství nad Německem ve Velké Vlastenecké válce 1941-1945[4]
- Pamětní medaile československé armády v zahraničí i se štítky VB, Francie
- Záslužný kříž ministra obrany České republiky
- Čestný pamětní odznak k 60. výročí ukončení 2. světové války[5]
- Pamětní medaile k 60. výročí ukončení druhé světové války[6]
- Kříž obrany státu ministra obrany České republiky

## Připomínky

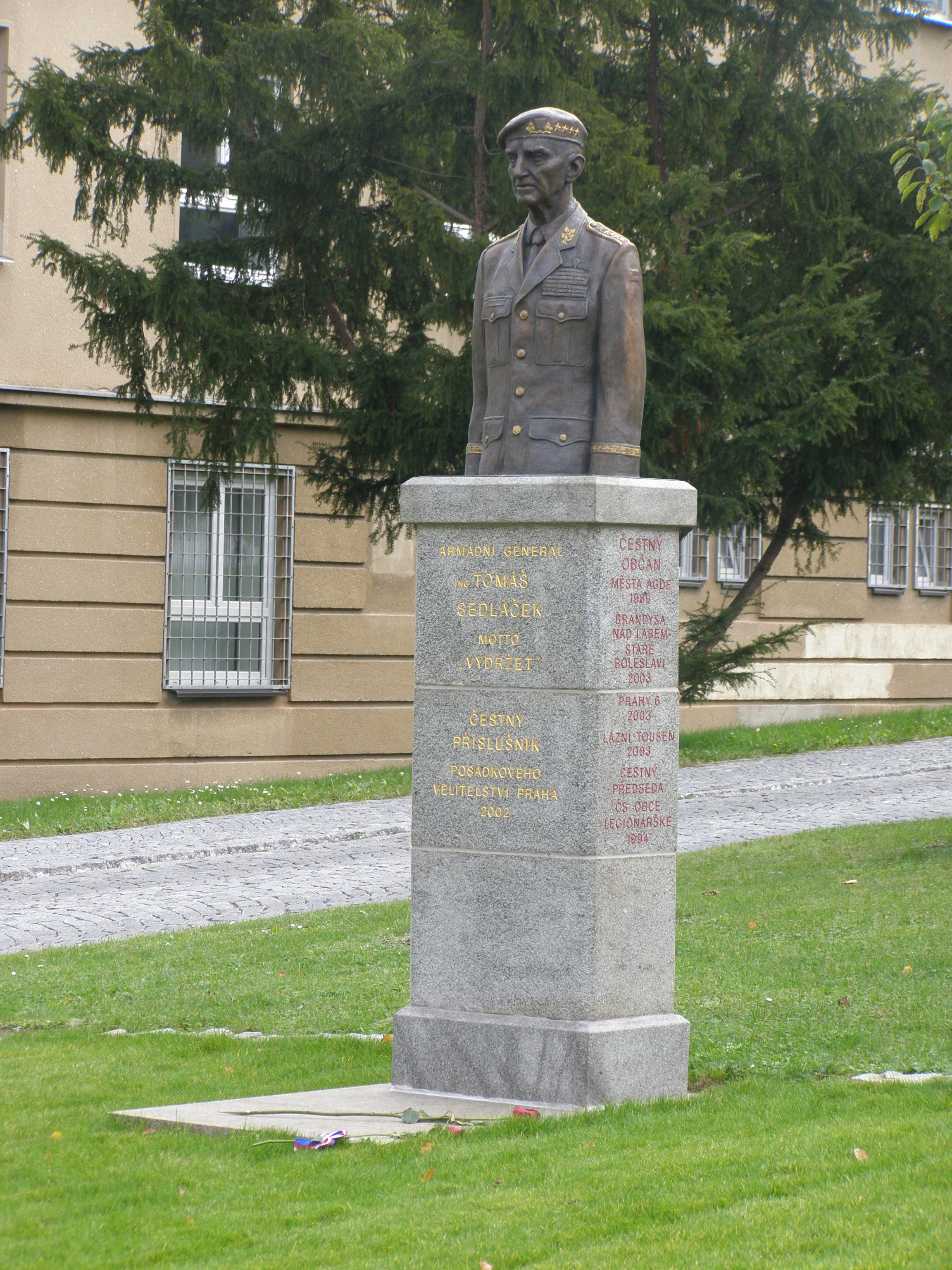
Pomník generála Tomáše Sedláčka
v Dejvicích

Po smrti generála Tomáše Sedláčka vznikla mezi příslušníky Posádkového velitelství Praha iniciativa k vybudování pomníku. Ten měl připomínat jeho nástupcům tuto významnou vojenskou a lidskou osobnost. Nad projektem zhotovení pomníku převzal v červenci 2013 záštitu armádní generál Petr Pavel. Za nemalé podpory velitele posádky plukovníka generálního štábu Ing. Milana Virta se podařilo předsedovi Společenství přátel armádního generála Tomáše Sedláčka panu Lubomíru Adamusovi soustředit potřebné finanční prostředky. (Na projekt přispěli jak známé tak i méně známé osobnosti i organizace.) Ve spolupráci s Akademií výtvarných umění v Praze se nakonec záměr podařilo realizovat. Autorem generálovy busty je student čtvrtého ročníku Akademie výtvarných umění Petr Lacina, autorem pomníku je akademický sochař Petr Siegl. Ve středu 24. září 2014 byl v kasárnách Posádkového velitelství Praha pomník slavnostně odhalen. Ceremoniálu se účastnil předseda Poslanecké sněmovny Parlamentu ČR Jan Hamáček, náměstek ministra obrany Bohuslav Dvořák, náčelník Generálního štábu AČR armádní generál Petr Pavel jakož i další hosté a rodinní příslušníci.
V expozici Armádního muzea Žižkov je vystaven Sedláčkův vojenský stejnokroj.